# Parorthacris somalica
Parorthacris somalica är en insektsart som beskrevs av Vitaly Michailovitsh Dirsh 1958. Parorthacris somalica ingår i släktet Parorthacris och familjen Pyrgomorphidae. Inga underarter finns listade i Catalogue of Life.